# Gewöhnliche Limette
Die Gewöhnliche Limette (Citrus × latifolia), meist Persische Limette oder Tahiti-Limette nach ihrer Herkunft benannt, ist eine Zitrusfrucht.

## Herkunft
Limetten gedeihen hauptsächlich in den subtropischen und tropischen Regionen der Erde, wo die Früchte zumeist anstelle der Zitrone verwendet werden. Im Mittelalter gelangte die Frucht mit den Kreuzfahrern nach Italien und von dort zunächst weiter nach Frankreich und Spanien.

## Beschreibung
Der immergrüne, baumartige Strauch wird etwa 5 bis 6 Meter hoch. Er ist an den Zweigen mit bis zu 1 cm langen Dornen bewehrt. Die Blätter sind dunkelgrün mit leichter Blattstielflügelung, 6–7 × 10–13 cm großer Blattspreite (latifolius = breitblättrig). Der Blattrand ist etwas gesägt. Die Blüten sind weiß, vier- bis fünfblättrig, etwa 3 Zentimeter im Durchmesser und stehen zu mehreren in den Blattachseln.
Der Busch trägt auch in Kübelkultur jedes Jahr viele aromatische Früchte und benötigt keine Bestäubung, da er seine Früchte parthenokarp (jungfernfrüchtig) ansetzt. Die Reifezeit (März bis Dezember) ist wesentlich kürzer als bei der Zitrone.
Die Frucht hat eine grüne Schale, welche bei Vollreife fahlgelb wird. Sie misst etwa 5 Zentimeter im Durchmesser und hat saures Fruchtfleisch, das in 9 bis 11 Segmente unterteilt ist. Im Gegensatz zu anderen Zitrusfrüchten kann die Frucht nur unter Schwierigkeiten oder gar nicht geschält und in Segmente zerteilt werden. Die Farbe des Fruchtfleisches ist bei allen Limetten ein blasses Grün. Sie ist nahezu immer kernlos, da sie aufgrund ihres tetraploiden Chromosomensatzes sterile Samenanlagen ausbildet.

## Verwendung
Wie auch die echte Limette wird sie vor allem zur Gewinnung von Saft und ätherischen Ölen verwendet. Bekannte Getränke auf der Basis von Limetten sind Caipirinha, Daiquiri und Mojito.
In der persischen Küche wird der Saft der Limetten zur Aromatisierung von Schwarztee verwendet. Auch getrocknet finden die Limetten, dann  Loomi genannt, in der Küche als säuerliches Würzungsmittel Verwendung.

## Belege
- Walter T. Swingle, Philip C. Reece (1967): The Botany of Citrus and Its Wild Relatives. In: W. Reuther, H. J. Webber, L. D. Batchelor (Hrsg.): The Citrus Industry. Bd. 1. University of California.
- Bernhard Voß (1997): Citruspflanzen von Tropisch bis Winterhart. Humbach & Nemazal, ISBN 3-9805521-3-6
- Bernhard Voß (2005): Zitruspflanzen. Franckh-Kosmos Verlags-GmbH, ISBN 3-440-10174-6
- Hans-Peter Maier (2006): Zitruspflanzen. Gräfe und Unzer Verlag, ISBN 3-7742-8839-9